# Махмуд Хамди
Махмуд Хамди (араб. محمود حمدي‎; род. 1 июня 1995, Кафр-Айюб-Солиман, Шаркия) — египетский футболист, защитник клуба «Замалек» и национальной сборной Египта.

## Клубная карьера
Во взрослом футболе дебютировал в 2013 году выступлениями за команду «Тала Аль Гаиш», в которой провел три сезона, приняв участие в 66 матчах чемпионата. Большинство времени, проведенного в составе клуба, был основным игроком защиты команды.
В состав клуба «Замалека» присоединился в 2016 году.

## Международная карьера
25 мая 2018 года дебютировал за национальную сборную Египта в товарищеском матче против сборной Кувейта. Включен в состав сборной на чемпионат мира 2018 в России.

### Голы за сборную
| Дата           | Место                                        | Соперник | Счёт | Результат | Турнир                    |
| -------------- | -------------------------------------------- | -------- | ---- | --------- | ------------------------- |
| 14 ноября 2020 | Каирский международный стадион, Каир, Египет | Того     | 1:0  | 1:0       | Квалификация на КАН 2021  |
| 4 декабря 2021 | Стадион 974, Доха, Катар                     | Судан    | 3:0  | 5:0       | Кубок арабских наций 2021 |

## Достижения

### «Замалек»
- Чемпион Египта: 2020/21, 2021/22
- Обладатель Кубка Египта: 2017/18, 2018/19, 2019/20
- Обладатель Суперкубка Египта: 2016, 2019/20
- Обладатель Саудовско-Египетского суперкубка: 2018
- Обладатель Кубка Конфедерации КАФ: 2018/19
- Обладатель Суперкубка КАФ: 2020